# Yantai
Yantai ou Chefoo (烟台) é uma cidade do norte da província de Xantum, na China. É um porto, no nordeste do país. Tem cerca de 652 mil habitantes. Yantai é geminada com a cidade de Vitória e Aracaju, no Brasil.
Yantai, alternativamente conhecida como Zhifu ou Chefoo, é uma cidade costeira de nível de prefeitura na Península de Shandong, no nordeste da província de Shandong da República Popular da China. Situada na costa sul do Estreito de Bohai, Yantai faz fronteira com Qingdao no sudoeste e Weihai no leste, com acesso marítimo ao Mar de Bohai (através da Baía de Laizhou e do Estreito de Bohai) e ao Mar Amarelo (do norte e do sul lados da Península de Shandong). É o maior porto de pesca em Shandong. Sua população era de 6.968.202 durante o censo de 2010, dos quais 2.227.733 viviam na área construída formada pelos 4 distritos urbanos de Zhifu, Muping, Fushan e Laishan.

## Nomes
O nome Yantai (literalmente "Torre da Fumaça") deriva das torres de vigia construídas no Monte Qi em 1398 sob o reinado do Imperador Hongwu da dinastia Ming. As torres eram usadas para acender fogueiras de sinalização e enviar sinais de fumaça, chamados langyan, devido ao suposto uso de esterco de lobo como combustível. Na época, a área era perturbada pelos "Piratas Anões" (Wokou), inicialmente invasores dos estados em guerra do Japão, mas depois principalmente chineses insatisfeitos. Também foi romanizado anteriormente como Yen-tai.

O principal distrito de Yantai é Zhifu, que costumava ser a maior cidade independente da área. Foi romanizado de várias maneiras como Chefoo, Che-foo, Chi-fu, e Chih-fou. Embora este nome tenha sido usado para a cidade por estrangeiros antes da vitória comunista na Guerra Civil Chinesa, os habitantes locais se referiram ao assentamento como Yantai.

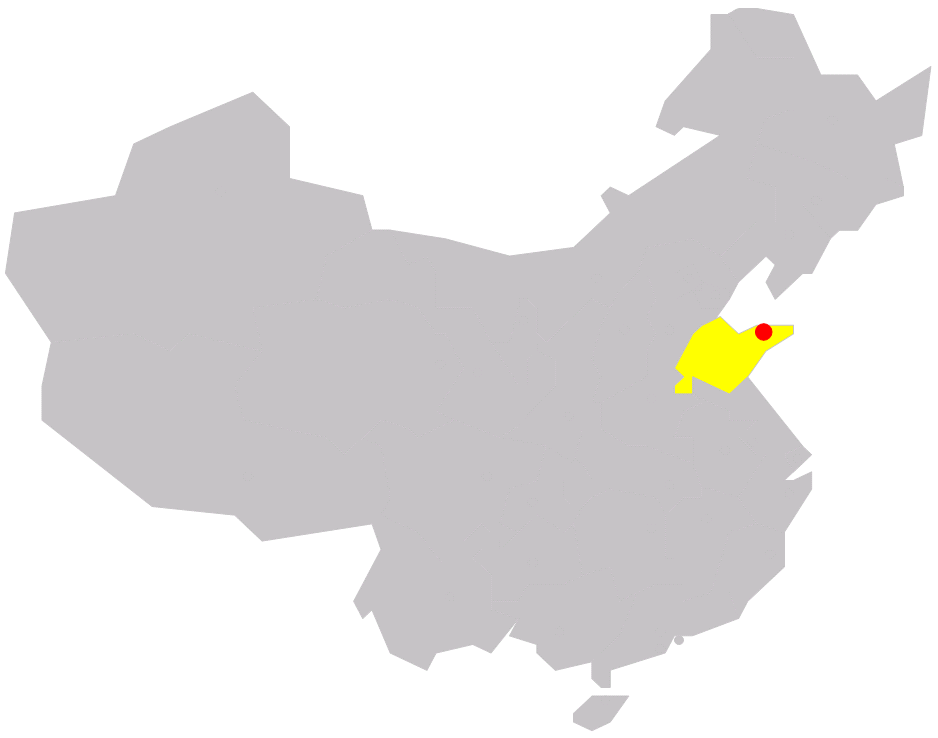
Localização de Yantai

## Economia

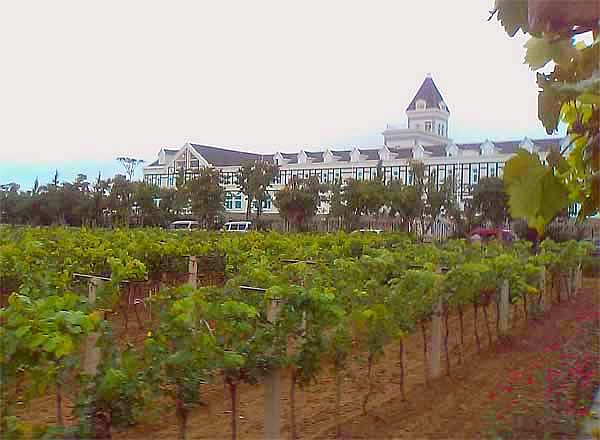
Chateau-Changyu atualmente.

Yantai é atualmente a segunda maior cidade industrial de Shandong, próxima a Qingdao. No entanto, a maior indústria da região é a agricultura. É famosa em toda a China por uma variedade particular de maçã e pêra Laiyang, e abriga a maior e mais antiga vinícola do país, Changyu.
A cidade de Longkou, localizada em nível de condado, é bem conhecida em toda a China por sua produção de macarrão de celofane.

### Poder
Yantai obtém a maior parte de sua energia de uma grande usina de carvão usando carvão betuminoso e equipada com tecnologia de gaseificação de carvão para minimizar a poluição. A planta está localizada perto do porto de Yantai. Uma tentativa de mudar o norte da China de carvão para gás natural resultou em escassez e, em 2017, o governo chinês implementou um novo plano para converter metade do norte da China em energia limpa para aquecimento no inverno. Prevê-se que Haiyang, uma cidade sob a prefeitura de Yantai, atenderá suas necessidades totais de aquecimento no inverno com energia nuclear até 2021.

### Zonas industriais

#### Área de Desenvolvimento Econômico e Tecnológico de Yantai
A Área de Desenvolvimento Econômico e Tecnológico de Yantai é uma das primeiras zonas de desenvolvimento econômico estadual aprovadas na China. Agora tem uma área planejada de 10 km e uma população de 115.000. Encontra-se na ponta da Península de Shandong, de frente para o Mar Amarelo. É adjacente ao centro de Yantai, apenas 6 km de distância do Porto de Yantai e 6 quilômetros de distância da Estação Ferroviária de Yantai (não deve ser confundido com a Estação Ferroviária Yantai Sul).

#### Zona de processamento de exportação Yantai
A Zona de Processamento de Exportação de Yantai (YTEPZ) é uma das 15 primeiras zonas de processamento de exportação aprovada pelo Conselho de Estado. A área total de construção do YTEPZ é de 4,17 km, sendo que a zona inicial cobre 3 km. Depois de desenvolver por vários anos, o YTEPZ está totalmente construído. Atualmente, a infraestrutura foi concluída, com oficinas padrão de 120.000 m e armazéns alfandegários de 40.000 m. Até agora, devido a um excelente ambiente de investimento, a YTEPZ atraiu investidores de países e regiões estrangeiros como Japão, Coréia, Singapura, Hong Kong, Taiwan, Suécia, Estados Unidos, Canadá, etc., bem como investidores domésticos, para operar na zona.

## Transporte
Transporte O Aeroporto Internacional Yantai Penglai oferece voos regulares para os principais aeroportos da China, bem como para Seul, Osaka e Hong Kong. A ferrovia Lancun-Yantai termina em Yantai.

## História
Durante as dinastias Xia e Shang, a região era habitada por povos indígenas vagamente conhecidos pelos chineses como "Bárbaros Orientais" (Dongyi). Sob os Zhou, eles foram colonizados e sinicizados como o estado de Lai. Lai foi anexado por Qi em 567 a.C.. Sob o primeiro imperador (Shi Huangdi), a área foi administrada como o Comando Qi. Sob o Han, ele foi renomeado como Comandante Donglai (東萊 郡). Seguindo o Período dos Três Reinos, a área foi organizada pelo Jin como o Reino Donglai ou Principado, mais tarde retornando ao status de prefeitura como um jùn e depois zhōu. Sob o governo Tang e durante o período das Cinco Dinastias e Dez Reinos, era conhecida como Prefeitura de Deng e organizada com o Circuito de Henan. Foi então organizado como Laizhou (萊州 府) e, em seguida, sob o governo Qing, Prefeitura de Dengzhou (登 州府).
Até so século XIX, no entanto, a área de Zhifu consistia em nada além de pequenas vilas de pescadores sem muros de pouca importância. Sob os Ming, estes foram primeiro perturbados pelos "Piratas Anões" e depois pela exagerada "Proibição do Mar", que exigiu que os chineses da costa desistissem do comércio e da maior parte da pesca e se mudassem para o interior sob pena de morte.
Após a Segunda Guerra do Ópio, o Império Qing foi obrigado a abrir mais portas de acordo com o Tratado de Tianjin de 1858, incluindo Tengchow (agora Penglai). Tendo seu porto considerado inadequado, Zhifu - cerca de 30 milhas (48 km) de distância - foi selecionado para atuar como sede do comércio exterior da área. A atracação ficava a uma distância considerável da costa, exigindo mais tempo e despesas com carga e descarga, mas o porto era profundo e extenso e os negócios cresceram rapidamente. O porto foi inaugurado em maio de 1861, com sua condição de porto internacional confirmada em 22 de agosto. O decreto oficial foi acompanhado pela construção da Donghai Customs House (東 海關). Rapidamente se tornou a residência de um intendente de circuito ("taotai"), alfândega e um considerável assentamento estrangeiro localizado entre a antiga cidade natal e o porto. A Grã-Bretanha e dezesseis outras nações estabeleceram consulados na cidade. A cidade foi inicialmente expandida com ruas bem planejadas e casas de pedra bem construídas, mesmo para as classes mais pobres, uma igreja católica e uma protestante foram erguidas, e um grande hotel fez negócios com estrangeiros que empregaram a cidade como um resort de verão.
Os principais comerciantes foram os britânicos e americanos, seguidos pelos alemães e tailandeses. Na década de 1870, as principais importações foram lã e produtos de algodão, ferro e ópio e as principais exportações foram tofu, óleo de soja, ervilhas, grosso aletria, vegetais e frutas secas da própria Zhifu, seda crua e tranças de palha de Laizhou e nozes de Qingzhou. A cidade também negociou licores chineses e artigos diversos por algas comestíveis cultivadas nas águas rasas dos assentamentos russos em torno de Port Arthur (hoje Distrito Lüshunkou de Dalian). Em 1875, o assassinato do diplomata britânico Augustus Margary em Tengchong, Yunnan, levou a uma crise diplomática que foi resolvida em Zhifu por Thomas Wade e Li Hongzhang no ano seguinte. A convenção de Chefoo resultante deu aos súditos britânicos extraterritorialidade em toda a China e isentou os enclaves de mercadores estrangeiros do imposto likin sobre o comércio interno. Sua situação saudável e bom ancoradouro tornavam-no uma estação de carvão favorita para frotas estrangeiras, dando-lhe alguma importância nos conflitos sobre a Coreia, Port Arthur e Weihaiwei.
Yantai recebeu atividades econômicas e investimentos alemães por cerca de 20 anos. No período que antecedeu a Primeira Guerra Mundial, seu comércio continuou a crescer, mas foi limitado pelas estradas precárias do interior da área e pela necessidade de usar animais de carga para transporte. Os itens comerciais permaneceram praticamente os mesmos de antes. Depois que os alemães foram derrotados pelas forças aliadas na Primeira Guerra Mundial, Qingdao e Yantai foram ocupados pelos japoneses, que transformaram Yantai em uma estação de verão para sua frota asiática. Eles também estabeleceram um estabelecimento comercial na cidade. As diferentes influências estrangeiras que moldaram esta cidade são exploradas no Museu Yantai, que costumava ser um salão da guilda. No entanto, a história colorida da cidade não deixou uma marca arquitetônica distinta, nunca houve uma concessão estrangeira e, embora existam alguns grandes edifícios europeus do século XIX, a maior parte da cidade é de origem muito mais recente. Depois de 1949, o nome da cidade foi mudado de Chefoo para Yantai, e foi aberta ao mundo como um porto de comércio livre de gelo em 1984.
Em 12 de novembro de 1911, a divisão oriental de Tongmeng Hui declarou-se parte do movimento revolucionário. No dia seguinte, estabeleceu o Governo Militar de Shandong (山東 軍 政府) e, no dia seguinte, mudou seu nome para Divisão Yantai do Governo Militar de Shandong (山東 煙台 軍政 分 府). Em 1914, o circuito de Jiaodong (膠東 道) foi estabelecido com Yantai como capital. O circuito de Jiaodong foi renomeado para circuito de Donghai (東海 道) em 1925. Em 19 de janeiro de 1938, Yantai participou como parte de um comitê revolucionário antijaponês.
Após a criação da República Popular da China, Yantai recebeu oficialmente o status de cidade com as cidades periféricas de Laiyang e Wendeng apontadas como "Regiões Especiais" (专区) em 1950. Wendeng foi fundida em Laiyang seis anos depois, e este Laiyang maior A Região Especial foi combinada com a Cidade de Yantai para se tornar a Prefeitura de Yantai (烟台 地区). Yantai é de importância estratégica para a defesa da China, pois ela e Dalian, diretamente do outro lado do Mar de Bohai, são os principais pontos de guarda costeira de Pequim. Em novembro de 1983, a prefeitura se tornou uma cidade de nível de prefeitura.